# Флот метрополии
Флот метрополии (англ. Home Fleet) — флот в составе Королевского ВМФ Великобритании, действовавший вблизи территориальных вод Королевства; существовал с перерывами с 1902 по 1967 годы.

## Перед Первой мировой войной
1 октября 1902 года адмирал-суперинтендант военно-морских резервов Джерард Ноэл получил назначение главнокомандующим флота метрополии. Новый флот состоял из ядра, представленного эскадрой метрополии из четырёх кораблей, и сводного отряда судов береговой охраны, периодически привлекаемых к службе несколько раз в год. Флагманом флота стал додредноут HMS Empress of India под командованием контр-адмирала Джорджа Аткинсон-Уиллса.
14 декабря 1904 флот Канала становится Атлантическим флотом, и его прежнее название переходит флоту метрополии. После череды смен главнокомандующих в 1907, 1909 и 1911 годах, к началу Первой мировой войны флот поступает под начало графа Джона Джеллико и входит в состав Гранд флита.

## Между мировыми войнами
После роспуска Гранд флита в апреле 1919 года, наиболее мощные корабли остались в британском Атлантическом флоте, а устаревшие — поступили во флот метрополии, который осенью 1919 года стал называться Резервным флотом.
Прежнее название Home Fleet было возвращено Атлантическому флоту в марте 1932 года после Инвергордонского мятежа. В 1933 году его командующим стал адмирал Джон Келли. Силы флота составляли: флагман — линкор HMS Nelson, вторая эскадра линейных кораблей (англ.) (пять линкоров), линейная эскадра (англ.) (HMS Hood и HMS Renown), вторая крейсерская эскадра (вице-адмирал Эдвард Эстли-Раштон, HMS Dorsetshire и ещё два крейсера), три флотилии эсминцев (27 кораблей), флотилия подводных лодок (6 субмарин), два авианосца и вспомогательные суда.
Главнокомандующие флота межвоенного периода:
- Адмирал Джон Келли (1932—1933)
- Адмирал Уильям Бойл (1933—1935)
- Адмирал Роджер Бэкхауз (1935—1938)

## Вторая мировая война
Во время Второй мировой войны флот метрополии был основной военно-морской силой Британии на европейском ТВД. По состоянию на 3 сентября 1939 года в распоряжении адмирала Форбса (флагман — линкор HMS Nelson) имелись следующие силы:
- 2-я линейная эскадра (англ.),
- эскадра линейных крейсеров,
- 18-я крейсерская эскадра,
- соединение эсминцев,
- подводные силы (2-я (Данди) и 6-я (Блит) флотилии подводных лодок),
- авианосцы HMS Ark Royal (вице-адмирал Л. Уэллс), HMS Furious, HMS Pegasus,
- гарнизоны Оркнейских и Шетландских островов.

Основной задачей флоту ставилось удержание немецкого флота от прорыва в Северное море. С этой целью была восстановлена выгодно расположенная база Скапа-Флоу.
В начале войны флот понёс неожиданные потери. 14 октября 1939 года немецкая подводная лодка U-47_(1938) проникла в безопасную гавань Скапа-Флоу и потопила старый линкор HMS Royal Oak. В 1941 году в сражении в Датском проливе погиб линейный крейсер HMS Hood.
Зона действия флота метрополии не была строго очерчена, и корабли по необходимости передавались другим объединениям. В южной части Северного моря и области Ла-Манша были созданы отдельные командования, в дополнение к командованию Западных подходов, организованному для защиты коммуникаций на подходах к Британским островам. Лишь после уничтожения последнего немецкого линкора «Тирпиц» этот морской театр стал второстепенным, и тяжёлые корабли были отозваны на Дальний Восток.
Главнокомандующие флота Метрополии во время Второй мировой войны:
- Адмирал Чарльз Форбс (1939—1940),
- Адмирал Джон Тови (1940—1942),
- Адмирал Брюс Фрэзер (1942—1944)
- Адмирал Генри Мур (14 июня 1944—24 ноября 1945)[6].

## После Второй мировой войны
После войны флот вернулся к обязанностям мирного времени в территориальных водах Королевства и в Атлантике. Вместе с союзными по блоку НАТО силами моряки противодействовали советскому ВМФ в годы противостояния холодной войны. Летом 1949 года адмирал Родерик МакГрегор руководил совместными учениями Великобритании, Франции и Нидерландов. Штаб адмирала расположился на авианосце HMS Implacable. Помимо крейсеров и эсминцев в учениях участвовали авианосец HMS Victorious и линкор HMS Anson.
Следующим флагманом флота стал HMS Vanguard, который выбрал адмирал Филип Виан, командовавший флотом в 1950-52 гг. В 1951 году состав кораблей пополнился лёгким авианосцем HMS Theseus, возглавившим 2-ю авианосную эскадру.
В новой структуре сил НАТО 1953 года главнокомандующий флота Метрополии получил обязанности верховного командующего в Атлантике (SACLANT) (англ.). Штаб был разделён между Нортвудом (Лондон) и Портсмутом, пока окончательно не переместился в Лондон в 1966 году. Во время учений Mainbrace силами НАТО впервые была отработана оборона Северной Европы, Дании и Норвегии.
Между тем, сотрудничество приводило к конфликту интересов. Закон США о контроле над атомной энергией исключал возможность британского контроля над авианосными ударными группировками ВМС США, оснащёнными ядерным оружием, в составе НАТО, что привело к концу 1952 года к обособлению американского Ударного Атлантического флота, прямо подчинённого Атлантическому флоту США. Сотрудничество США и Великобритании в атомной области возобновилось в 1958 году.
В 1956 году флагманом стала плавбаза HMS Maidstone. В апреле 1963 года штаб флота в Нортвуде получил обозначение как HMS Warrior.
В 1967 году флот Метрополии сливается со Средиземным флотом в британский Западный флот, который, в свою очередь, в 1971 году объединяется с Восточным флотом в единое командование.
Главнокомандующие флота Метрополии послевоенного периода:
- Адмирал Эдвард Сайфрет (1945—1948)
- Адмирал Родерик МакГрегор (1948—1950)
- Адмирал Филип Виан (1950—1952)
- Адмирал Джордж Криси (1952—1954)
- Адмирал Майкл Дэнни (1954—1955)
- Адмирал Джон Экклс (1955—1958)
- Адмирал Уильям Дэвис (1958—1960)
- Адмирал Уилфрид Вудс (1960—1963)
- Адмирал Чарльз Мадден (1963—1965)
- Адмирал Джон Фрюйен (1965—1967)